# Coprophanaeus solisi
Coprophanaeus solisi là một loài bọ cánh cứng trong họ Bọ hung (Scarabaeidae).